# TEE Vesuvio
Le TEE Vesuvio était un train rapide qui reliait Milano-Centrale à Napoli-Mergellina, de 1973 à 1987. Exploité par la Ferrovie dello Stato Italiane, le TEE Vesuvio  était un Trans-Europ-Express (donc uniquement en première classe) jusqu'à la fin du service d'hiver le 30 mai 1987 puisqu'il deviendra avec la création du réseau Eurocity à cette date un Intercity.
Le nom de ce TEE fait référence au Vésuve, le volcan qui domine la baie de Naples.

## Parcours et arrêts
- 30 septembre 1973 Milano-Centrale, Bologna, Firenze S.M.N., Roma-Termini, Napoli-Mergellina (838, 9 km)[1].
- 30 mai 1987 Dernier jour de circulation de ce TEE[1].

## Numérotation
- 30 septembre 1973 TEE 95-94[1].

## Matériel et compositions
- 30 septembre 1973 Voitures TEE type Gran Conforto des FS, 2 jeux comprenant : 1 Ds, 5 A, 2 Ap, 1 WR[1].
- 26 mai 1974 Adjonction d'un WR supplémentaire entre Milano et Roma[1].
- 30 septembre 1979 Suppression du WR Milano - Napoli[1]. Restauration assurée par la CIWLT[1].